# Clonuncaria
Clonuncaria là một chi bướm đêm thuộc họ Tortricidae.

## Các loài
- Clonuncaria cimolioptera Razowski, 1999
- Clonuncaria melanophyta  Meyrick, 1913